# Casa Bossi (Novara)
Casa Bossi è una residenza di Novara progettata dall'architetto Alessandro Antonelli. Nel 2010 la dimora si posiziona al secondo posto nella classifica generale de I luoghi del cuore, indetta dal Fondo Ambiente Italiano (FAI).

## Storia

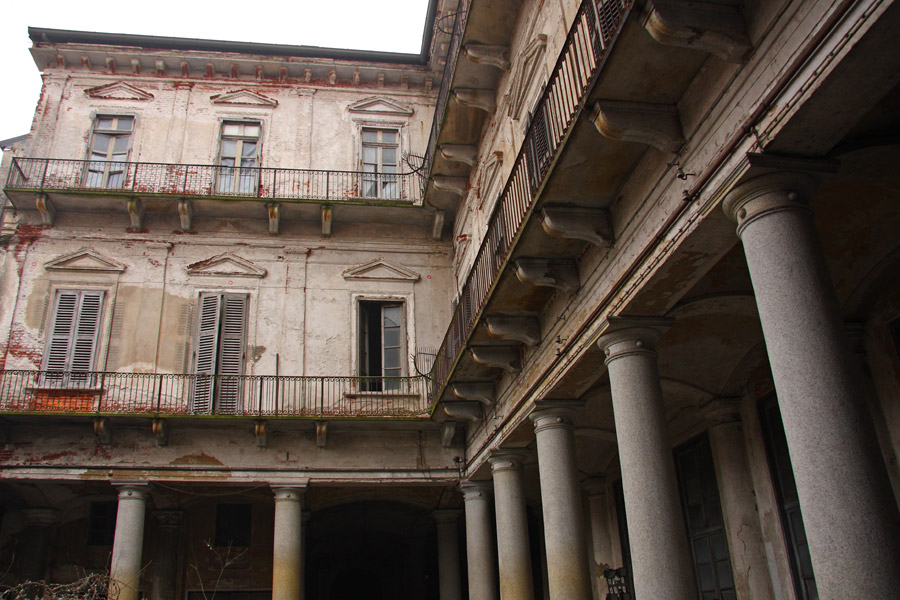
vista dal cortile interno

L'edificio venne commissionato nel 1857 ad Alessandro Antonelli da Luigi Desanti, nobiluomo corso, che aveva acquistato a Novara il fabbricato settecentesco appartenente alla marchesa Amalia Coconito di Montiglio, situato nell'antica contrada di Sant'Agata.
Alessandro Antonelli dallo stesso anno iniziò i lavori di modifica e di ampliamento dell'edificio, completando la facciata nel 1859. 
Un'importante descrizione sul fabbricato ci è data da un documento notarile del 1864, anno in cui Luigi Desanti ipotecò l'edificio a favore dell'ospedale Maggiore della Carità di Novara.
Nel 1865 le costruzioni adiacenti all'edificio furono definitivamente demolite, rendendo così possibile il prolungamento di via Pier Lombardo direttamente sul baluardo. Iniziarono quindi i lavori di rifinitura della facciata laterale, sulla quale si apre il portone di entrata principale.
Nello stesso anno morì il committente e l'edificio venne ereditato dalle tre figlie, Carlotta Talenti, Luigia Penazzo e Bianca Merialdi, già coniugate con diverso cognome e altra residenza, che quindici anni dopo, il 29 dicembre del 1880, vendettero la proprietà al cavaliere Carlo Bossi.
Nel 1927 Carlo Bossi lasciò in eredità l'edificio al figlio Ettore e alla figlia Emma Bossi Acerbi Bertone. Nel 1935 gli fu affiancato sulla facciata settentrionale un nuovo corpo di fabbrica che ne nascose interamente le decorazioni. Furono inoltre aggiunti balconi di raccordo fra Casa Bossi e il nuovo edificio.
Alla morte di Ettore Bossi, avvenuta nel 1951, l'edificio passò al "Civico istituto Dominioni", che nel 1970 ne vendette la maggior parte degli arredi all'asta. Il degrado della costruzione costrinse al rifacimento della copertura nel 1999; arredi e decorazioni sono stati asportati da incursioni vandaliche e alcune entrate sulla facciata principale verso il giardino sono state chiuse.

## Nella cultura

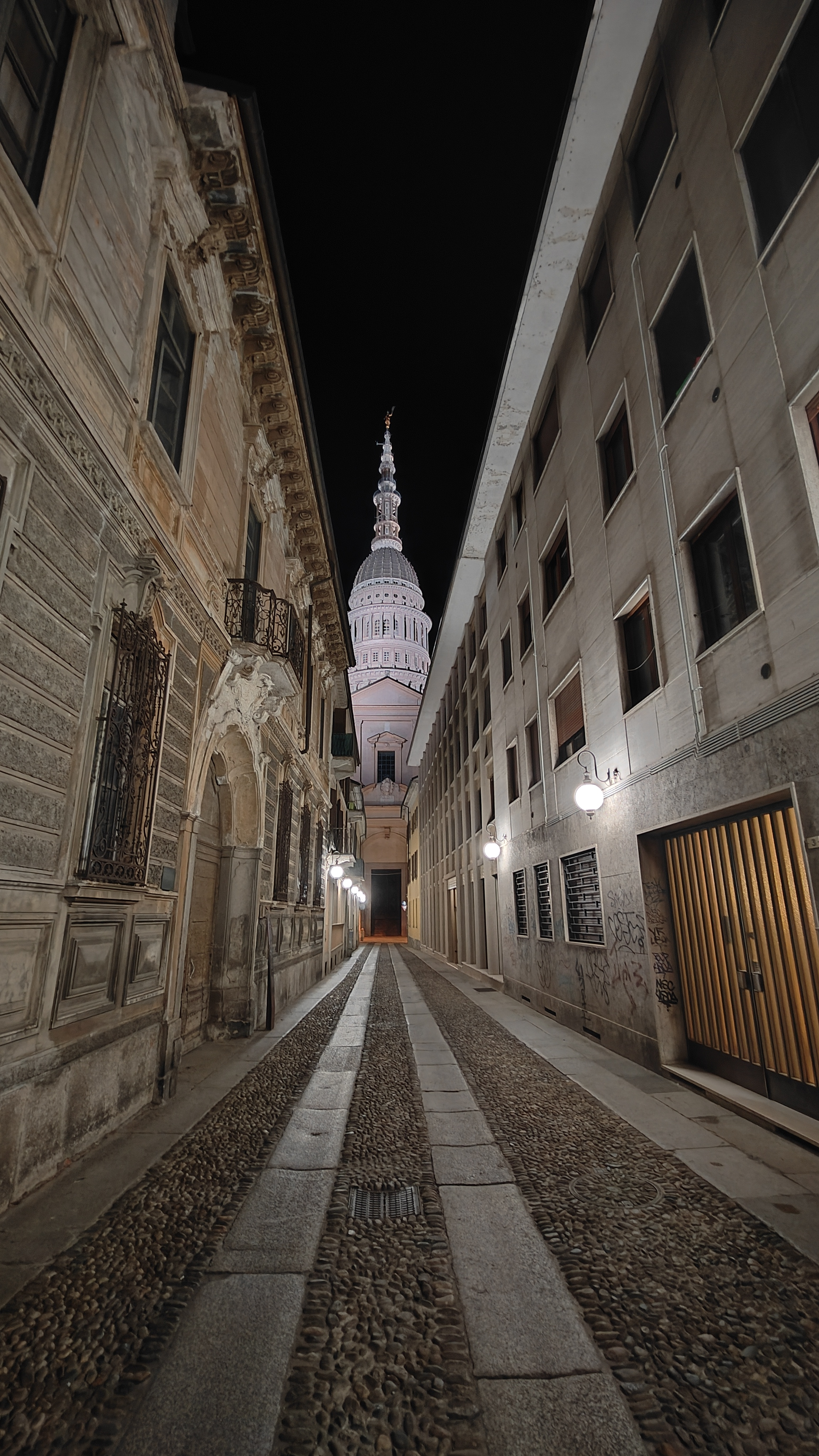
La cupola (121mt.) di San Gaudenzio vista di notte dall'ingresso di Palazzo Bossi.

La casa fu protagonista, insieme ai suoi abitanti e frequentatori, del romanzo di Sebastiano Vassalli intitolato Cuore di pietra.
Nelle sale del palazzo sono state fatte delle riprese dalla casa di moda Brunello Cucinelli, la rivista di moda Odda magazine con la collezione dell'archivio Moschino, la casa di tessuti Christian Fischbacher, la società di arredamento Alivar. nei suoi saloni sono stati girati anche il videoclip “Il gioco” dei Negrita e scene del film “La libertà allo specchio” con Pamela Villoresi.